# Associação Carlos Barbosa de Futsal
Il Carlos Barbosa è una squadra brasiliana di calcio a 5, fondata nel 1976 con sede a Carlos Barbosa.

## Storia
Fondata il 1º marzo 1976, l'ACBF è considerata tra le migliori squadre del Rio Grande do Sul e disputa la Liga Nacional de Futsal fin dalla sua fondazione. Nel 2002 in seguito alla vittoria del campionato l'anno precedente, ha disputato e vinto la Coppa Libertadores; nel 2004 ha conquistato il campionato e la Coppa Intercontinentale. Il terzo titolo nazionale è giunto nel 2006. Nel 2012 ha vinto la seconda Coppa Intercontinentale. Insieme al Jaraguá detiene il record di 6 vittorie nella Coppa Libertadores.

## Palmarès

### Competizioni nazionali
- Liga Nacional de Futsal: 5

2001, 2004, 2006, 2009, 2015
- Taça Brasil: 2

2001, 2009
- Supercopa do Brasil: 1

2017

### Competizioni internazionali
- Coppa Libertadores: 6

2002, 2003, 2010-11, 2017, 2018, 2019
- Coppa Intercontinentale: 2

2004, 2012